# أكاديمية إدنبرة
أكاديمية إدنبرة هي مدرسة مستقلة في إدنبرة، اسكتلندا، تم إفتتاحها في عام 1824. المبنى الأصلي، في هندرسون رو في المدينة الجديدة بالمدينة، هو الآن جزء من المدرسة الثانوية. تقع المدرسة الصغيرة على طريق المشتل إلى الشمال من الحديقة النباتية الملكية بالمدينة.
كانت أكاديمية إدنبرة في الأصل مدرسة نهارية وداخلية للبنين. توقفت عن الإلتحاق بالمدرسة وانتقلت إلى التعليم المختلط في عام 2008 وهي الآن مدرسة نهارية مختلطة بالكامل. الحضانة، التي تقع في مبنى تم تشييده لهذا الغرض في عام 2008 في الحرم الجامعي جونيور، تقدم خدماتها للأطفال من سن 2 إلى 5 سنوات. وتقبل المدرسة الإعدادية الأطفال من سن 6 إلى 10 سنوات بينما تستقبل المدرسة الثانوية الطلاب من سن 10 إلى 18 عامًا.